# Ewangelicko-Luterański Kościół w Europejskiej Części Rosji
Ewangelicko-Luterański Kościół w Europejskiej Części Rosji (ros. Евангелическо-лютеранская церковь Европейской части России, niem. Evangelisch-Lutherische Kirche Europäisches Russland) – kościół luterański w Rosji, członek Unii Kościołów Ewangelicko-Luterańskich w Rosji i Innych Państwach.
Kościół zrzesza około 15 000 wiernych w 170 zborach podzielonych między 11 diecezji:
- diecezja centralna  (z siedzibą w Moskwie)
- diecezja północno-zachodnia  (z siedzibą w Petersburgu)
- diecezja północnokaukaska  (z siedzibą w Krasnodarze)
- diecezja królewiecka  (z siedzibą w Królewcu, w jej skład wchodzi 40 zborów podzielonych na dwa regiony)
- diecezja orenburska  (z siedzibą w Orenburgu)
- diecezja centralna  (z siedzibą w Saratowie)
- diecezja dolnowołżańska  (z siedzibą w Wołgogradzie)
- diecezja samarska  (z siedzibą w Samarze)
- diecezja permska  (z siedzibą w Permie)
- diecezja powołżańsko-kamska  (z siedzibą w Uljanowsku)
- diecezja baszkirska  (z siedzibą w Ufie)

Siedzibą biskupa jest katedra świętych Piotra i Pawła w Moskwie. Zwierzchnikiem kościoła pozostaje ks. Dietrich Brauer. W marcu 2010 został on mianowany wizytatorem biskupim przez arcybiskupa Ewangelicko-Luterańskiego Kościoła w Rosji, Ukrainie, Kazachstanie i Azji Środkowej ks. Augusta Kruze, a 11 marca 2011 był wybrany na biskupa i konsekrowany dzień później w katedrze św. Piotra i Pawła w Moskwie. 14 września 2012 został mianowany pełniącym obowiązki arcybiskupa, a 18 września 2014 – arcybiskupem Ewangelicko-Luterańskiego Kościoła w Rosji, Ukrainie, Kazachstanie i Azji Środkowej, wprowadzonym w urząd 8 lutego 2015.